# Berislăvești
Berislăvești – wieś w Rumunii, w okręgu Vâlcea, w gminie Berislăvești. W 2011 roku liczyła 489 mieszkańców.